# Дёллингер, Игнац
Игнац Дёллингер (1770—1841) — немецкий анатом и физиолог.
Отец его был придворным врачом князя-епископа и профессором медицины в Бамберге. Дёллингер учился медицине в Бамберге, Вюрцбурге, Вене и Павии, был профессором в Бамберге, потом в Вюрцбурге, где основал новую анатомо-философскую школу, в Ландхуте и Мюнхене, где позднее был назначен в верховный медицинский совет; был членом баварской Академии наук.
В ранних своих сочинениях, как, например, «Grundriss der Naturlehre des menschlichen Organismus» (1805) он проявил себя приверженцем натурфилософии своего друга Шеллинга. Значение Дёллингер заключается не столько в собственных его работах, сколько в том, что он влиянием своим на учеников побудил их к основанию в Германии учения о развитии органических существ. Среди научных заслуг Дёллингера также улучшение микроскопа.

## Труды
- «Grandzüge der Entwicklung d. Zell-, Knochen— und Blutsystems» (1842);
- «Ueber d. Wert und d. Bedeut. d. vergleichenden Anatomie» (1814).